# Nikolaus IV. (Konstantinopel)
Nikolaus IV. Muzalon (griechisch: Νικόλαος Μουζάλων; * um 1070; † 1152) war von Dezember 1147 bis März/April 1151 Ökumenischer Patriarch von Konstantinopel.
Er wurde um 1070 geboren und begann seine Karriere möglicherweise mit dem Unterricht in den Evangelien. Kaiser Alexios I. Komnenos (regierte 1081–1118) ernannte ihn zum Erzbischof von Zypern, aber Nikolaus dankte um 1110 ab. Die nächsten 37 Jahre verbrachte er im Kloster St. Kosmas und Damian in der Konstantinopler Vorstadt Kosmidion.
Er wurde 1147 als Nachfolger Kosmas’ II. zum Patriarchen gewählt, der des Bogomilismus bezichtigt worden war. Sein Amtsantritt löste heftige Kontroversen aus, seine kanonische Legitimität wurde infrage gestellt, da er freiwillig von seinem früheren Amt zurückgetreten war. Nikolaus wurde zum Abdanken gezwungen und starb im Jahr 1152.
Er hinterließ eine Reihe theologischer Werke, darunter eine Abhandlung gegen die Filioque-Formel, an Kaiser Alexios gerichtet, und eine lebendige poetische Verteidigung seiner ersten Abdikation.